# Чемпіонат світу із шахів серед жінок 2013
Матч за звання чемпіонки світу з шахів 2013 між чемпіонкою Анною Ушеніною і претенденткою Хоу Іфань проходив від 10 до 28 вересня 2013 року в Тайчжоу. Після сьомої партії Іфань виграла матч 5½ : 1½ і таким чином повернула собі звання чемпіонки.

## Результати особистих зустрічей перед матчем
До цього матчу Анна Ушеніна і Хоу Іфань зіграли були між собою 8 партій з класичним контролем часу:
|                                    | Перемоги Ушеніної | Нічиї | Перемоги Іфань | Загалом |
| ---------------------------------- | ----------------- | ----- | -------------- | ------- |
| Ушеніна (білими) — Іфань (чорними) | 0                 | 0     | 1              | 1       |
| Іфань (білими) — Ушеніна (чорними) | 2                 | 3     | 2              | 7       |
| Загалом                            | 2                 | 3     | 3              | 8       |

## Формат матчу
Матч відбувся в готелі Тайджоу. Складався з десяти партій, або меншої кількості, якщо одна із суперниць набрала б 5½ очок раніше. Контроль часу в класичних партіях: 90 хвилин на перші 40 ходів, 30 хвилин на решту гри, плюс 30 секунд додавання на кожен хід, починаючи з 1-го. Якщо б після десяти партій була нічия, то суперниці грали б чотири швидкі партії по 25 хвилин для кожної учасниці з додаванням 10 секунд на кожен хід. Далі дві партії бліц по п'ять хвилин для кожної учасниці і 3 секунди додавання на кожен хід. Якщо й вони не виявили б переможниці, то грали б ще такі дві партії, чергуючи кольори і так далі, допоки число бліц партій не досягне 10. Якщо й після цього нічия, то суперниці мали грати партію армегеддон.
Призовий фонд: 200 тисяч євро, 60% з яких отримала переможниця. Якщо б доля матчу вирішувалась на тай-брейку, то переможниця отримала б 55%.

## Таблиця матчу
| №   | Учасниця     | Рейтинг | 1   | 2   | 3   | 4   | 5   | 6   | 7   |  | + | − | = | Очки |
| --- | ------------ | ------- | --- | --- | --- | --- | --- | --- | --- |  | - | - | - | ---- |
| 1   | Анна Ушеніна | 2500    | 0   | ½   | 0   | ½   | ½   | 0   | 0   |  | 0 | 4 | 3 | 1½   |
| 2   | Хоу Іфань    | 2609    | 1   | ½   | 1   | ½   | ½   | 1   | 1   |  | 4 | 0 | 3 | 5½   |
| ECO | ECO          | ECO     | E32 | B33 | E32 | B90 | B90 | E17 | B90 |  |   |   |   |      |